# یواس‌اس دلگیت (ای‌ام-۲۱۷)
یواس‌اس دلگیت (ای‌ام-۲۱۷) (به انگلیسی: USS Delegate (AM-217)) یک کشتی بود که طول آن ۱۸۴ فوت ۶ اینچ (۵۶٫۲۴ متر) بود. این کشتی در سال ۱۹۴۳ ساخته شد.